# Five Nations 1982
Die Ausgabe 1982 des jährlich ausgetragenen Rugby-Union-Turniers Five Nations (seit 2000 Six Nations) fand an sechs Spieltagen zwischen dem 16. Januar und dem 20. März statt. Turniersieger wurde Irland, das mit Siegen gegen alle britische Mannschaften die Triple Crown schaffte.

## Teilnehmer
| Land       | Stadion             | Stadt     | Trainer         | Kapitän                           |
| ---------- | ------------------- | --------- | --------------- | --------------------------------- |
| England    | Twickenham Stadium  | London    | Mike Davis      | Bill Beaumont                     |
| Frankreich | Parc des Princes    | Paris     | Jacques Fouroux | Jean-Pierre Rives                 |
| Irland     | Lansdowne Road      | Dublin    | Tom Kiernan     | Ciaran Fitzgerald / Willie Duggan |
| Schottland | Murrayfield Stadium | Edinburgh | Jim Telfer      | Andy Irvine                       |
| Wales      | Cardiff Arms Park   | Cardiff   | John Lloyd      | Gareth Davies                     |

## Tabelle
|    | Land       | Spiele | Siege | Unent. | Ndlg. | Spiel- punkte | Diff. | Tabellen- punkte |
| -- | ---------- | ------ | ----- | ------ | ----- | ------------- | ----- | ---------------- |
| 1. | Irland     | 4      | 3     | 0      | 1     | 66:61         | + 5   | 6                |
| 2. | England    | 4      | 2     | 1      | 1     | 68:47         | +21   | 5                |
| 2. | Schottland | 4      | 2     | 1      | 1     | 71:55         | + 16  | 5                |
| 4. | Frankreich | 4      | 1     | 0      | 3     | 56:74         | −18   | 2                |
| 4. | Wales      | 4      | 1     | 0      | 3     | 59:83         | − 24  | 2                |

## Ergebnisse

### Erste Runde
| 16. Januar 1982 | Schottland                                    | 9 : 9         | England                     | Murrayfield Stadium, Edinburgh Schiedsrichter: Ken Rowlands (Wales) |
| 16. Januar 1982 | Straftritte: Irvine (2) Dropgoals: Rutherford | (6:9) Bericht | Straftritte: Dodge (2) Rose | Murrayfield Stadium, Edinburgh Schiedsrichter: Ken Rowlands (Wales) |

| 23. Januar 1982 | Irland                                                                     | 20 : 12       | Wales                                                                    | Lansdowne Road, Dublin Schiedsrichter: J. A. Short (Schottland) |
| 23. Januar 1982 | Versuche: Finn (2) Ringland Erhöhungen: Campbell Straftritte: Campbell (2) | (8:9) Bericht | Versuche: Holmes Erhöhungen: Evans Straftritte: Pearce Dropgoals: Pearce | Lansdowne Road, Dublin Schiedsrichter: J. A. Short (Schottland) |

### Zweite Runde
| 6. Februar 1982 | England                                                 | 15 : 16        | Irland                                                                       | Twickenham Stadium, London Schiedsrichter: Alan Hosie (Schottland) |
| 6. Februar 1982 | Versuche: Slemen Erhöhungen: Rose Straftritte: Rose (3) | (3:10) Bericht | Versuche: McLoughlin MacNeill Erhöhungen: Campbell Straftritte: Campbell (2) | Twickenham Stadium, London Schiedsrichter: Alan Hosie (Schottland) |

| 6. Februar 1982 | Wales                                   | 22 : 12       | Frankreich                                                                   | Cardiff Arms Park, Cardiff Zuschauer: 55.000 Schiedsrichter: David Burnett (Irland) |
| 6. Februar 1982 | Versuche: Holmes Straftritte: Evans (6) | (6:9) Bericht | Versuche: Blanco Erhöhungen: Sallefranque Straftritte: Martinez Sallefranque | Cardiff Arms Park, Cardiff Zuschauer: 55.000 Schiedsrichter: David Burnett (Irland) |

### Dritte Runde
| 20. Februar 1982 | Frankreich                                                                                    | 15 : 27        | England                                                                | Parc des Princes, Paris Zuschauer: 45.000 Schiedsrichter: Michael Rea (Irland) |
| 20. Februar 1982 | Versuche: Pardo Erhöhungen: Sallefranque Straftritte: Sallefranque (2) Dropgoals: Lescarboura | (6:12) Bericht | Versuche: Carleton Woodward Erhöhungen: Hare (2) Straftritte: Hare (5) | Parc des Princes, Paris Zuschauer: 45.000 Schiedsrichter: Michael Rea (Irland) |

| 20. Februar 1982 | Irland                                        | 21 : 12 | Schottland                                                       | Lansdowne Road, Dublin Schiedsrichter: Clive Norling (Wales) |
| 20. Februar 1982 | Straftritte: Campbell (6) Dropgoals: Campbell |         | Versuche: Rutherford Erhöhungen: Irvine Straftritte: Renwick (2) | Lansdowne Road, Dublin Schiedsrichter: Clive Norling (Wales) |

### Vierte Runde
| 6. März 1982 | England                                         | 17 : 7         | Wales                             | Twickenham Stadium, London Schiedsrichter: Francis Palmade (Frankreich) |
| 6. März 1982 | Versuche: Carleton Slemen Straftritte: Hare (3) | (14:7) Bericht | Versuche: Lewis Dropgoals: Davies | Twickenham Stadium, London Schiedsrichter: Francis Palmade (Frankreich) |

| 6. März 1982 | Schottland                                                      | 16 : 7        | Frankreich                                | Murrayfield Stadium, Edinburgh Zuschauer: 70.000 Schiedsrichter: John Trigg (England) |
| 6. März 1982 | Versuche: Rutherford Straftritte: Irvine (3) Dropgoals: Renwick | (3:7) Bericht | Versuche: Rives Straftritte: Sallefranque | Murrayfield Stadium, Edinburgh Zuschauer: 70.000 Schiedsrichter: John Trigg (England) |

### Fünfte Runde
| 20. März 1982 | Frankreich                                                                       | 22 : 9        | Irland                    | Parc des Princes, Paris Zuschauer: 45.238 Schiedsrichter: Alan Wesby (England) |
| 20. März 1982 | Versuche: Blanco Mesny Erhöhungen: Gabernet Straftritte: Blanco (2) Gabernet (2) | (3:6) Bericht | Straftritte: Campbell (3) | Parc des Princes, Paris Zuschauer: 45.238 Schiedsrichter: Alan Wesby (England) |

| 20. März 1982 | Wales                                                     | 18 : 34        | Schottland                                                                                           | Cardiff Arms Park, Cardiff Schiedsrichter: Jean-Pierre Bonnet (Frankreich) |
| 20. März 1982 | Versuche: Butler Erhöhungen: Evans Straftritte: Evans (4) | (9:13) Bericht | Versuche: Calder Johnston Pollock Renwick White Erhöhungen: Irvine (4) Dropgoals: Renwick Rutherford | Cardiff Arms Park, Cardiff Schiedsrichter: Jean-Pierre Bonnet (Frankreich) |